# Dolicholatirus bozzettii
Dolicholatirus bozzettii is een slakkensoort uit de familie van de Fasciolariidae. De wetenschappelijke naam van de soort is voor het eerst geldig gepubliceerd in 1993 door Lussi.